# Stephen McHattie
Stephen McHattie Smith (Antigonish, 3 februari 1947) is een Canadees acteur van Iers-Schotse afkomst. Hij won in 1995 een Gemini Award voor zijn hoofdrol in de televisiefilm Life with Billy en in 2007 een Genie Award voor zijn bijrol in de bioscooptitel Maurice Richard.
McHattie maakte in 1970 zijn film- en acteerdebuut als Artie Mason in de dramafilm The People Next Door. Sindsdien was hij te zien in meer dan 45 filmrollen, meer dan zeventig inclusief televisiefilms. Meerdere daarvan waren stripverfilmingen, zoals A History of Violence, 300 en Watchmen. Daarnaast speelde McHattie in verscheidene televisieseries. Zijn meest omvangsrijke rol daarin was die in de dramaserie Emily of New Moon, waarin hij meer dan veertig afleveringen Jimmy Murray gestalte gaf.
McHattie is getrouwd met Lisa Houle, zijn tweede echtgenote. Eerder was hij getrouwd met actrice Meg Foster.

## Filmografie
*Exclusief 30+ televisiefilms
- Mother! (2017)
- Hellmouth (2014)
- Dr. Cabbie (2014)
- Big Muddy (2014)
- Wolves (2014)
- Meetings with a Young Poet (2013)
- Torment (2013)
- Septic Man (2013)
- The Art of the Steal (2013)
- The Husband (2013)
- Exil (2013)
- Haunter (2013)
- Eddie (2012)
- The Tall Man (2012)
- A Little Bit Zombie (2012)
- Immortals (2011)
- Exit Humanity (2011)
- Ecstasy (2011)
- The Entitled (2011)
- A halálba táncoltatott leány (2011)
- A Beginner's Guide to Endings (2010)
- Score: A Hockey Musical (2010)
- Die (2010)
- This Movie Is Broken (2010)
- 2012 (2009)
- Summer's Blood (2009)
- The Timekeeper (2009)
- Watchmen (2009)
- You Might as Well Live (2009)
- Pontypool (2008)
- Cursing Hanley (2007)
- Shoot Em' Up (2007)
- All Hat (2007)
- Poor Boy's Game (2007)
- Kaw (2007)
- 300 (2006)
- The Covenant (2006)
- The Fountain (2006)
- Maurice Richard (2005)
- A History of Violence (2005)
- The Lazarus Child (2004)
- Twist (2003)
- Secretary (2002)
- The Highwayman (2000)
- BASEketball (1998, stem)
- The Climb (1998)
- Pterodactyl Woman from Beverly Hills (1997)
- My Friend Joe (1996)
- Theodore Rex (1995)
- Nonnie & Alex (1995)
- The Dark (1994)
- Art Deco Detective (1994)
- Beverly Hills Cop III (1994)
- Geronimo: An American Legend (1993)
- One Man Out (1989)
- Bloodhounds of Broadway (1989)
- Call Me (1988)
- Sticky Fingers (1988)
- Caribe (1987)
- Salvation!: Have You Said Your Prayers Today? (1987)
- Belizaire the Cajun (1986)
- Death Valley (1982)
- Best Revenge (1982)
- Gray Lady Down (1978)
- Tomorrow Never Comes (1978)
- Moving Violation (1976)
- The Ultimate Warrior (1975)
- Von Richthofen and Brown (1971)
- The People Next Door (1970)

## Televisieseries
*Exclusief eenmalige optredens
- Orphan Black - P.T. Westmoreland/"Percival"/John (2017, zeven afleveringen)
- The Strain - Quinlan (2014, drie afleveringen)
- XIII: The Series - President Carrington (2011-2012, negentien afleveringen)
- Haven - Ed Driscoll (2010-2011, acht afleveringen)
- Moby Dick - Rachel Captain (2011, twee afleveringen)
- Killer Wave - Edgard Powell (2011, twee afleveringen)
- Happy Town - Carl Bravin (vier afleveringen, 2010)
- Guns - Inspecteur Clay (2009, twee afleveringen)
- Murdoch Mysteries - Harry Murdoch (2008-2009, twee afleveringen)
- The Summit - Tate (2008, twee afleveringen)
- Would Be Kings - ... (2008, twee afleveringen)
- Justice League - The Shade (2002-2003, vijf afleveringen)
- Emily of New Moon - Jimmy Murray (1998-2002, 42 afleveringen)
- Cold Squad - Sgt. Frank Coscarella (1999-2001, 23 afleveringen)
- The X-Files - Red-Haired Man (1995, twee afleveringen)
- Seinfeld - Dr. Reston (1992, vier afleveringen)
- Beauty and the Beast - Gabriel (1989-1990, acht afleveringen)
- Hill Street Blues - Off. Jerry Nash (1981, twee afleveringe)
- Highcliffe Manor - Rev. Ian Glenville (1979, zes afleveringen)
- Centennial - Jacques 'Jake' Pasquinel (1978-1979, elf afleveringen)

- Bibliothèque nationale de France: cb142056060 (data)
- Gemeinsame Normdatei: 1062457161
- International Standard Name Identifier: 0000 0000 3877 466X
- Library of Congress Control Number: no00030116
- Nationale Bibliotheek van Israël: 987007324991705171
- Système universitaire de documentation: 167361279
- Virtual International Authority File: 2752149198327374940001